# Le Gloria Scott
Le Gloria Scott (The Adventure of the Gloria Scott en version originale), est l'une des cinquante-six nouvelles d'Arthur Conan Doyle mettant en scène le détective Sherlock Holmes. Elle est parue pour la première fois dans la revue britannique Strand Magazine en avril 1893, avant d'être regroupée avec d'autres nouvelles dans le recueil Les Mémoires de Sherlock Holmes (The Memoirs of Sherlock Holmes).

## Résumé
Par un soir d'hiver, alors que Holmes et Watson se trouvent au 221B Baker Street, Sherlock Holmes décide de narrer à son ami sa toute première enquête, alors qu'il était encore étudiant à l'université. Holmes explique ainsi qu'à cette époque, il était devenu camarade avec un dénommé Victor Trevor, qui l'avait par la suite invité à passer un mois de vacances chez son père, dans le Norfolk. Le père de Victor, un juge de paix fortuné ayant fait fortune dans les mines d'or australiennes, est impressionné par les déductions de Holmes. Cependant, quand ce dernier évoque un mystérieux J.A. (les initiales tatoués au creux du coude ont été aperçus par Holmes) du passé de M. Trevor que ce dernier souhaite oublier, celui-ci s'évanouit. Après ces déductions, une certaine méfiance perdure dans les relations entre Holmes et M. Trevor ce qui le pousse à hâter son départ.
La veille du départ de Sherlock Holmes, la situation se complique avec l'arrivée d'un certain Hudson, ancien marin ayant servi avec Trevor. A sa vue, Trevor se rue dans la maison pour boire du cognac. Après une courte discussion, dans laquelle on apprend qu'Hudson sait où habite un certain M. Beddoes, il envoie Hudson se nourrir à la cuisine et lui promet de l'aider à trouver un emploi. Une heure plus tard Hudson est retrouvé ivre mort dans la salle à manger. 
Sept semaines après le départ de Holmes, Victor le rappelle d'urgence : son père a été victime d'une attaque après avoir reçu une mystérieuse lettre. Sur leur trajet en charrette anglaise, Victor raconte à Holmes les récents évènements : Son père a engagé Hudson comme jardinier. Néanmoins mécontent de son travail, Hudson demande ensuite à changer de poste et obtient le poste de majordome. Devenu majordome il se comporte comme le chef de la maison, se montre désagréable envers les autres domestiques, et prend le canot et le fusil de chasse de M. Trevor pour partir chasser. Étrangement, le père de Victor tolère tous les écarts d'un Hudson de plus en plus hardi. Un jour que ce dernier répond insolemment à son père, Victor l'attrape par les épaules et le chasse de la pièce. Malgré l'insistance de son père, Victor refuse de présenter ses excuses à Hudson et ce dernier part chez M. Beddoes. Quelque temps plus tard, son père reçoit une lettre de Fordingbridge cette lettre provoque une attaque poussant Victor à contacter Holmes. À leur arrivée, ils découvrent que M. Trevor est décédé. La lettre, apparemment anodine, cache un message codé : « Plus rien à faire. Hudson a vendu la mèche. Ta seule chance : quitter l'Angleterre. ». Victor trop choqué pour lire la lettre demande à Sherlock de la lire à sa place. 
Cette lettre contient la confession de M. Trevor révélant sa véritable identité. Il s'appelle en réalité James Armitage et fut condamné à la déportation en Australie pour avoir volé de l'argent (qu'il comptait rendre) à la banque qui l'employait pour payer une dette. Néanmoins, à peine arriver dans sa cellule du Gloria Scott son voisin de cellule Jack Prendergast lui propose de participer à une mutinerie rendue possible par un complice libre déguisé en aumonier. Armitage accepte et transmet le message à son voisin un dénommé Evans. Tous les déportés reçoivent une lime, une paire de pistolets, une livre de poudre et vingt pièces d'or et ont dans leur camp deux des gardiens et le second lieutenant et font face au capitaine à deux seconds, deux gardiens au le lieutenant Martin et à ses dix-huit soldats, plus le médecin. La mutinerie réussit et les déportés et leurs complices se réunissent dans la cabine pour boire et fêter leur liberté mais une salve de coup de feus s'abat sur eux et Wilson le complice de Pendergast est tué. Un nouvel affrontement à lieu au bout duquel les deux gardiens, les deux lieutenants et le médecin survivent. Evans et Armitage et quelques autres refusant de tuer les survivants sont mis à bord d'un canot avec de quoi survivre et une boussole mais après s'être éloigné une explosion retentie et revenant vers le Gloria Scott ils sauvent Hudson, unique survivant après l'explosion du Gloria Scott provoqué par un des lieutenants ayant réussi à allumer un baril de poudre. Les rescapés, secourus par le Hotspur, gagnent l'Australie où Armitage devenu Trevor et Evans devenu Beddoes font fortune avant de revenir en Angleterre. Leur passé les rattrape des années plus tard avec l'apparition d'Hudson.
L'histoire se termine sur un mystère : après le message codé de Beddoes, ni lui ni Hudson ne furent revus. La police suppose qu'ils sont partis ensemble après s'être mis d'accord, tandis que Holmes pense qu'Evans a tué Hudson, croyant que celui-ci avait révélé leur secret, avant de s'enfuir avec tout l'argent possible.

## Date fictive
La date à laquelle s'est déroulée cette toute première aventure du détective n'est pas donnée telle quelle dans la nouvelle, et ne peut pas être calculée facilement. Les seules dates fixes indiquées sont le moment où le Gloria Scott quitte le port de Falmouth, le 8 octobre 1855, et le moment où il est détruit, le 6 novembre 1855. C'est à cette seconde date que Trevor rencontre Hudson. Or, lorsque Hudson arrive dans le jardin de Trevor au cours de l'aventure, il s'exclame envers son ancien ami « la dernière fois que je vous ai vu remonte à trente ans, si ce n'est plus ». Ainsi, l'aventure se déroulerait vers 1885, cependant cela ne correspond pas à la période où Sherlock Holmes était encore étudiant. L'évaluation du temps de Hudson est donc erronée.
Cette erreur d'estimation est confirmée à la fin de la nouvelle, Trevor expliquant dans sa lettre de confession que « plus de vingt années » se sont écoulées entre son sauvetage en mer fin 1855 et l'arrivée de Hudson. On peut ainsi replacer l'aventure aux alentours de 1875, ou quelques années plus tard.

## Livre audio en français
- Arthur Conan Doyle, Le Gloria Scott [« The “Gloria Scott” »], Paris, La Compagnie du Savoir, coll. « Les enquêtes de Sherlock Holmes », 2011 (EAN 3760002133904, BNF 42478190)Narrateur : Cyril Deguillen ; support : 1 disque compact audio ; durée : 51 min environ ; référence éditeur : La Compagnie du Savoir CDS077. Le nom du traducteur n'est pas indiqué.